# Panacea

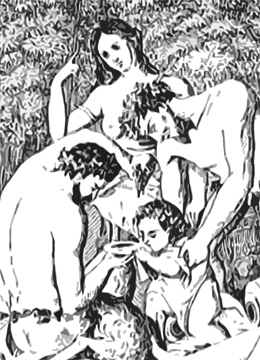
Panacea ajudant els malalts.

Una panacea és un remei que cura qualsevol mal o situació difícil. En farmacologia es fa servir per indicar una mescla de substàncies molt diverses. Figuradament es diu d'una solució senzilla presentada com la solució de tots els mals.
En l'alquimia medieval, l'anomenada «panacea universal» era una mítica medicina capaç de guarir totes les malalties i també de perllongar indefinidament la vida. Tots la cercaven sense fruit. El metge veronès Giuseppe Gazola (1661-1715) en el seu parlament contra la pseudociència i la medicina tradicional, amb el títol –traduït– El món enganyat pels metges falsos dona la seva recepta, que roman d'actualitat. Segons Gazola, els quatre antidots que formen el remei universal contra qualsevol malaltia curable són «la dieta, la tranquil·litat, el temps i la tolerància».
El mot prové d'una dessa grega Πανάκεια, llatinitzat com a Panacea i que vol dir ‘remei universal'. És compost del prefix 'pan-' (que vol dir tot) i 'akeia' (del verb άκειομαι, curar, remeiar, reparar).
Ramon Llull i Arnau de Vilanova escrigueren sobre la panacea des de punts de vista diversos i susceptibles d’interès.